# Mușchi ridicător al unghiului gurii
Mușchiul ridicător al unghiului gurii (latină: musculus levator anguli oris), numit și mușchiul canin, este un mușchi facial care ridică unghiul gurii, participând astfel la crearea zâmbetului. Este situat posterior de zigomaticul mic și ridicătorul buzei superioare. Are originea în fosa canină a maxilei, inferior de foramenul infraorbital. Inserția terminală se face pe pielea de la comisura buzelor.
Este inervat de ramura bucală a nervului facial. Primește sânge în principal de la ramura labială superioară a arterei faciale.